# Torbiere di Lac Torond
Le torbiere di Lac Torond sono un'area umida compresa prevalentemente nel comune italiano di Voltago Agordino e, in misura minore, in quello di Gosaldo (BL).
Dal 2002 l'area è riconosciuta come sito di interesse comunitario.
Si estende tra i 1300 e i 1401 m s.l.m. lungo le pendici occidentali del Lac Torond, una modesta altura collocata tra il gruppo dei Feruc e le Pale di San Martino.

## Descrizione
L'area si caratterizza appunto per la presenza di torbiere, di tipo "alto attivo" (sfagneto, 20%) e "boscoso" (10%). Gli habitat prevalenti sono però le formazioni erbose a Nardus (70%).
La zona è quasi completamente occupata da una faggeta cresciuta su suoli oligocalcici, in particolare silicei. La presenza dell'abete rosso è invece legata all'intervento umano, specie in seguito all'abbandono dei pascoli. Sono presenti anche pino silvestre e betulla pubescente.
La flora rimanente si caratterizza per drosera a foglie rotonde, primula farinosa, pennacchi guainati, trifoglio fibrino, rincospora chiara, tricoforo alpino, tricoforo cespuglioso, sfagni. I prati torbosi presentano prevalentemente carice fosca e "molinieti", mentre sui tappeti di sfagni crescono mirtillo nero, mirtillo falso e brugo.
Per quanto riguarda la fauna, tra gli anfibi è frequente la rana agile. Dei rettili si citano il marasso, la lucertola vivipera, il colubro liscio e il saettone. Uccelli e mammiferi sono quelli tipici dei boschi montani, presenti in tutta la zona circostante.

## Accessi
Si può accedere all'area da Forcella Aurine attraverso una strada forestale che si diparte dalla provinciale 347 in direzione Lagon. Giunti al trivio indicato dal cosiddetto "Cristo delle Traversade", si imbocca il sentiero a sinistra.